# Michael Chertoff
Michael Chertoff (Elizabeth, New Jersey, SAD, 28. studenog 1953.), od 2005. do 2009. američki ministar za domovinsku sigurnost.

## Životopis
Sin američkog rabina i stjuardese El Ala, Chertoff uz američko ima i izraelsko državljanstvo. Godine 1978. diplomirao je pravo na Harvardu, a od 1980. se bavio privatnom odvjetničkom praksom. Godine 1983. je postao federalni tužilac, i zajedno s Rudolphom Giulianijem vodio procese protiv njujorških mafijaša.
Godine 1994. Chertoff je postao privatni odvjetnik, da bi nešto kasnije sudjelovao u senatskoj istrazi vezanoj uz skandal Whitewater, zbog čega se zamjerio tadašnjoj prvoj dami Hillary Clinton.[nedostaje izvor] Godine 2000. je u državi New Jersey, gdje živi, sudjelovao u istrazi rasnog profiliranja od strane tamošnje policije.
Iste je godine sudjelovao kao pravni savjetnik u predsjedničkoj kampanji Georgea W. Busha. Godine 2001. imenovan je pomoćnikom ministra pravosuđa te je bio jedan od glavnih autora Bushove pravne strategije u ratu protiv terorizma. Jedan je od autora kontroverznog Patriotskog zakona.
Godine 2003. postao je sudac saveznog suda. Nakon što je Tom Ridge bio najavio ostavku, 11. siječnja 2005. imenovan je, a 15. veljače iste godine od Senata potvrđen kao novi ministar za domovinsku sigurnost. Na tom je mjestu doživio brojne kritike zbog slabog reagiranja na uragan Katrina.
U siječnju 2009. na mjestu ministra domovinske sigurnosti naslijedila ga je demokratkinja Janet Napolitano. 